# 남양주 봉영사 지장시왕도
남양주 봉영사 지장시왕도(南楊州 奉永寺 地藏十王圖)는 대한민국 경기도 남양주시 진접읍, 봉영사에 있는 지장시왕도이다. 2011년 5월 2일 경기도의 유형문화재 제256호로 지정되었다.

## 개요
안료 박락과 화면손상이 거의 보이지 않고 화기 또한 어느 정도는 판독이 가능하여 예가 많지 않은 19세기 초반 서울˙경기지역 지장시왕도 및 지장보살도의 화풍을 이해하는데 매우 중요한 자료로 가치가 인정된다.

## 참고 문헌
- 남양주 봉영사 지장시왕도 - 국가유산청 국가유산포털